# Enicospilus undulatus
Enicospilus undulatus là một loài tò vò trong họ Ichneumonidae.